# Оржів (зупинний пункт)
Оржі́в — пасажирський залізничний зупинний пункт Рівненської дирекції Львівської залізниці.
Розташований у селищі Оржів Рівненського району Рівненської області на лінії Здолбунів — Ковель між станціями Обарів (11 км) та Клевань (4 км).
Станом на вересень 2017 р. на платформі зупиняються приміські поїзди.